# Rohrinnenmanipulator

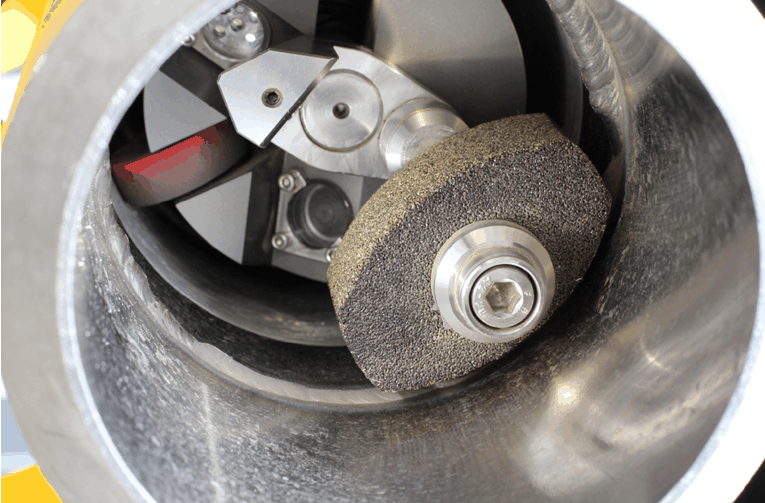
Rohrinnenmanipulator mit Schleifstein

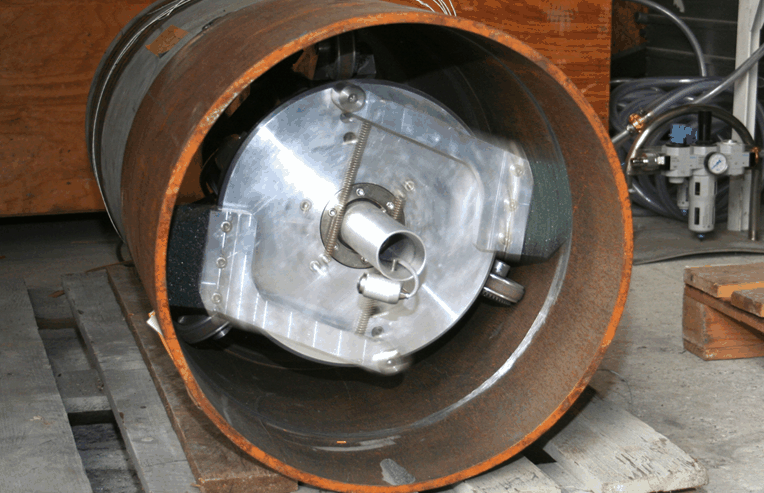
Großer Rohrinnenmanipulator mit zwei Schleifsteinen. Abstützung im Rohrinneren durch Scherenantrieb

Rohrinnenmanipulatoren sind Geräte zur automatischen oder halbautomatischen Bearbeitung der Innenseiten von Rohrleitungen, vor allem zur Inspektion und Bearbeitung stählerner Rohre. Die zum Teil auch Rohrroboter genannten Maschinen können je nach Arbeitsmodul Rohrinnenwände prüfen, an ihnen schleifen oder schweißen, Rohre von innen beschichten, Material aus Rohren bergen oder Staub oder Sedimente aus ihnen absaugen.
Ihren Einsatz finden die Geräte bei Inspektionen, zustandsorientierter Wartung, Revisionen oder Sanierungen von Rohrleitungen, zum Beispiel in Kohlekraft- und Kernkraftwerken, Raffinerien, auf Ölplattformen oder Bohrinseln, allgemein in der chemischen und petrochemischen Industrie, aber auch bei der Herstellung von Rohren beziehungsweise der Montage von Rohrleitungen. Bei der Montage stellen die Rohrinnenmanipulatoren fehlerfreie Schweißnähte sicher: Während die Rohre verlegt und verschweißt werden, beschleifen die Geräte die Innenseiten in der Montagereihenfolge.

## Konstruktion und Arbeitsweise
Rohrinnenmanipulatoren bestehen aus einem Grundkörper mit Rollen (für die Arbeit in Rohren mit immer gleichem Durchmesser) oder mit via Scherenantrieb ausfahrbaren Rädern, die sich an den Rohrinnenseiten abstützen. Die Varianten mit Scherenantrieb haben in der Regel sechs oder zwölf Räder und eignen sich für die Arbeit in Rohren bei variablen Durchmessern. Auf dem Markt sind auch Varianten mit Riemen- oder Kettenantrieb verfügbar. 
Hinzu kommen eine oder mehrere Kameras, mit denen der Bediener außerhalb des Rohres die zu bearbeitende Stelle im Rohrinneren auffinden und den Zustand der Oberfläche sowie den Arbeitsfortschritt prüfen kann. Dazu ist die Kamera beleuchtet; die Bilder werden auf einen Monitor an einer Bedieneinheit außerhalb des Rohres übertragen. 
Ergänzt werden die Manipulatoren durch Arbeitsmodule für die jeweils beabsichtigte Art der Bearbeitung. Das können Module mit rotierenden Schleifscheiben oder Schleifsteinen sein, mit Schweißvorrichtungen, zur Zustandsprüfung mittels Wirbelstrom-, Ultraschall- oder Farbeindringverfahren, zum Absaugen oder auch Greifen.

## Antriebsweise

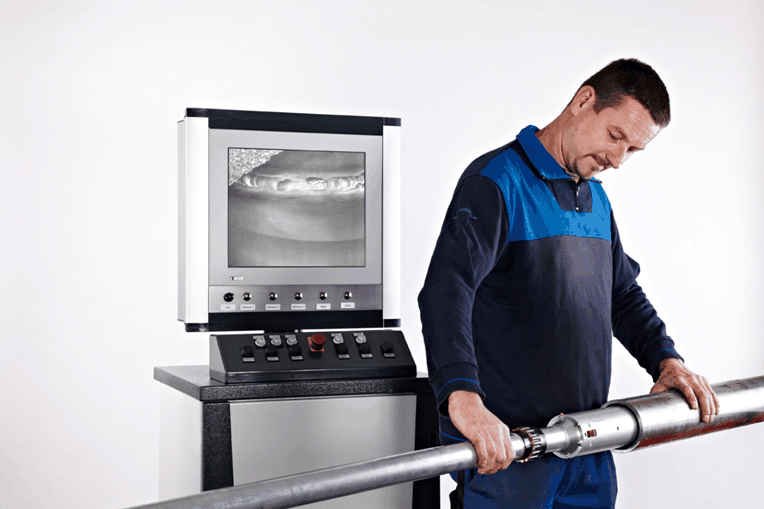
Halbautomatische Rohrinnenmanipulatoren werden an einer Stange in das Rohr geschoben. Eine Kamera überträgt Bilder der Oberfläche des Rohrinneren auf den Bildschirm des Bedieners.

Die Geräte fahren mit Hilfe elektrischer Antriebe in die Rohre ein (automatische Manipulatoren) oder werden an einer Stange eingeschoben (halbautomatische Manipulatoren). Die Arbeitsmodule werden elektrisch mit Strom versorgt (z. B. Kameras) oder mit Druckluft (pneumatisch) betrieben (z. B. Schleifsteine und Schleifscheiben).

## Grenzen des Einsatzes
Für die elektrische und pneumatische Versorgung werden Kabel und Schläuche benötigt, die dem Rohrinnenmanipulator physikalische Grenzen setzen: Während es bei geraden Strecken kaum technische Einschränkungen gibt, werden die Möglichkeiten durch die Anzahl der Biegungen im Leitungssystem begrenzt, da der Reibwiderstand der Kabel und Schläuche mit zunehmender Anzahl an Bögen steigt.